# Academia de Artes & Ciências Televisivas
A Academia de Artes e Ciências Televisivas ou Academy of Television Arts and Sciences (ATAS) é uma organização que é responsável pelos Prémios Emmy. A ATAS foi fundada em 1946. São também criadores do Television Hall of Fame.